# فرودگاه بین‌المللی خانیا
فرودگاه بین‌المللی خانیا (به انگلیسی: Chania International Airport) (به زبان بومی: Κρατικός Αερολιμένας Χανίων) یک فرودگاه همگانی و نظامی با کد یاتا CHQ است که یک باند فرود آسفالت دارد و طول باند آن ۳۳۴۷ متر است. این فرودگاه در شهر خانیا کشور یونان قرار دارد و در ارتفاع ۱۴۹ متری از سطح دریا واقع شده‌است.

## شرکت‌های هواپیمایی و مقصدهای پروازی
| شرکت‌های هواپیمایی                                | مقصدهای پروازی |
| ------------------------------------------------ | --- |
| ایجین ایرلاینز                                   | چارتر فصلی: لاپنرانتا |
| هواپیمایی ارکیا                                  | چارتر فصلی: بن گوریون |
| ای‌اس‌ال ایرلاینز فرانسه                           | چارتر فصلی: منچستر |
| آسترا ایرلاینز                                   | فصلی: سالونیک |
| آتلانتیک ایرویز                                  | فصلی: واگار |
| آسترین ایرلاینز                                  | فصلی: گراتس، لینز، وین |
| ایر صربیا under the Aviolet brand                | چارتر فصلی: بلگراد نیکولا تسلا |
| بلو ایر                                          | چارتر فصلی: لارناکا |
| بریتیش ایرویز                                    | فصلی: هیترو لندن |
| Cobalt Air                                       | لارناکا |
| کوندور فلوگدینست                                 | فصلی: دوسلدورف، فرانکفورت، مونیخ، اشتوتگارت |
| Danish Air Transport                             | چارتر فصلی: کپنهاگ |
| ایزی‌جت                                           | فصلی: گاتویک |
| یورو وینگز                                       | فصلی: دوسلدورف |
| یورو وینگز                                       | فصلی: مونیخ، اشتوتگارت |
| یورو وینگز اجرا توسط جرمن‌وینگز                   | فصلی: دوسلدورف، هانوفر |
| فن‌ایر                                            | فصلی: هلسینکی، کمی تورنیو، اولو |
| Helvetic Airways                                 | فصلی: زوریخ |
| جت تایم                                          | چارتر فصلی: آلبورگ، بیلاند، کپنهاگ، کالمار، نورشوپینگ، اوربرو، واژو-اسمالند |
| لوت پولیش ایرلاینز                               | چارتر فصلی: شوپن ورشو |
| لوکزایر                                          | فصلی: لوگزامبورگ - فیندل |
| نروجین ایر شاتل                                  | فصلی: فلسلند برگن، کپنهاگ، گوتنبرگ-لاندوتر، هلسینکی، گاتویک، گاردرموئن اسلو چارتر فصلی: بودو، سولا استاوانگر، استکهلم-آرلاندا، ترومسا، ورنس تروندهایم، ویزبه |
| نووایر                                           | چارتر فصلی: گاردرموئن اسلواستکهلم-آرلاندا |
| المپیک ایر اجرا توسط ایجین ایرلاینز              | آتن، سالونیک (پایان در ۳ سپتامبر ۲۰۱۷) |
| پریمرا ایر                                       | چارتر فصلی: آلبورگ، آرهوس، بیلاند، لاپنرانتا, گاردرموئن اسلو، کفلاویک، استکهلم-آرلاندا |
| رایان‌ایر                                         | آتن، پافوس، سالونیک فصلی: اوریو آل سریو، بیلاند , بیرمنگام, بلوونی گوگلیلمو مارکونی، برمن، بریستول، بروکسل جنوب شرلروآ، دوبلین، ایست میدلند، آیندهوون، گلاسگو، فرانکفورت-هان، کاتوویتس، جان پل دوم کراکوف-بالیس، لیدز برادفورد، استانستد لندن، منچستر، مارسی پروانس، ممینگن، گالیله، لئوناردو دا وینچی-فیومیچینو، استکهلم-اسکاوستا، ترویزو، ویلنیوس، وارساو مادلن، ویزه، وروتسواف کوپرنیکوس |
| هواپیمایی اسکاندیناوی                            | فصلی: کپنهاگ، گاردرموئن اسلو، استکهلم-آرلاندا چارتر فصلی: آلبورگ، فلسلند برگن، بودو، هوگسوند، کریستیان‌ساند کیویک، لولئو، سولا استاوانگر، ترومسا، ورنس تروندهایم، اومئو |
| Small Planet Airlines                            | چارتر فصلی: گاتویک، منچستر |
| سان‌اکسپرس دویچلند                                | فصلی: فرانکفورت |
| Thomas Cook Airlines Scandinavia                 | چارتر فصلی: فلسلند برگن، بیلاند، کپنهاگ، گوتنبرگ-لاندوتر، هلسینکی، کالمار، مالمو، گاردرموئن اسلو، ورنس تروندهایم، سولا استاوانگر، سندفیورد، تورپ، استکهلم-آرلاندا |
| Thomson Airways                                  | چارتر فصلی: بیرمنگام، بریستول، گاتویک، منچستر |
| ترانساویا.کام                                    | فصلی: اسخیپول آمستردام |
| ترنسویا فرانس                                    | فصلی: اورلی |
| تراول سرویس ایرلاینز under the اسمارت‌وینگز brand | فصلی: پراگ رازیون |
| تراول سرویس                                      | چارتر فصلی: بوداپست فرنک لیست |
| Travel Service Polska                            | فصلی: بوداپست فرنک لیست |
| TUI fly Belgium                                  | فصلی: بروکسل |
| تی‌یوآی‌فلای                                       | فصلی: دوسلدورف، هانوفر، اشتوتگارت |
| تی‌یوآی‌فلای نوردیک                                | چارتر فصلی: بیلاند، کپنهاگ، گوتنبرگ-لاندوتر، هلسینکی، کارلشته، مالمو، گاردرموئن اسلو، استکهلم-آرلاندا |